# سکوندینو آیفوچ
سکوندینو آیفوچ (انگلیسی: Secundino Aifuch؛ زادهٔ ۲۱ ژوئیهٔ ۱۹۵۲) بازیکن سابق فوتبال اهل پاراگوئه است که در پست مدافع میانی بازی می‌کرد. 
وی همچنین در تیم‌های ملی فوتبال زیر ۲۰ سال پاراگوئه و پاراگوئه بازی کرده‌است.

## حرفه باشگاهی
او بیشتر دوران حرفه‌ای خود را قبل از انتقال به اسپانیول اسپانیا، در لیگ برتر پاراگوئه، با بازی با سول آمه ریکا و سرو پورتنیو و به دست آوردن قهرمانی با سرو پورتنیو در سال ۱۹۷۷ و انجام پنج بازی در کوپا لیبرتادورس ۱۹۷۸ گذراند. در چهار فصل حضور در اسپانیا، او ۶۷ بازی در لیگ انجام داد و شش گل زد.